# Cèl·lules A549

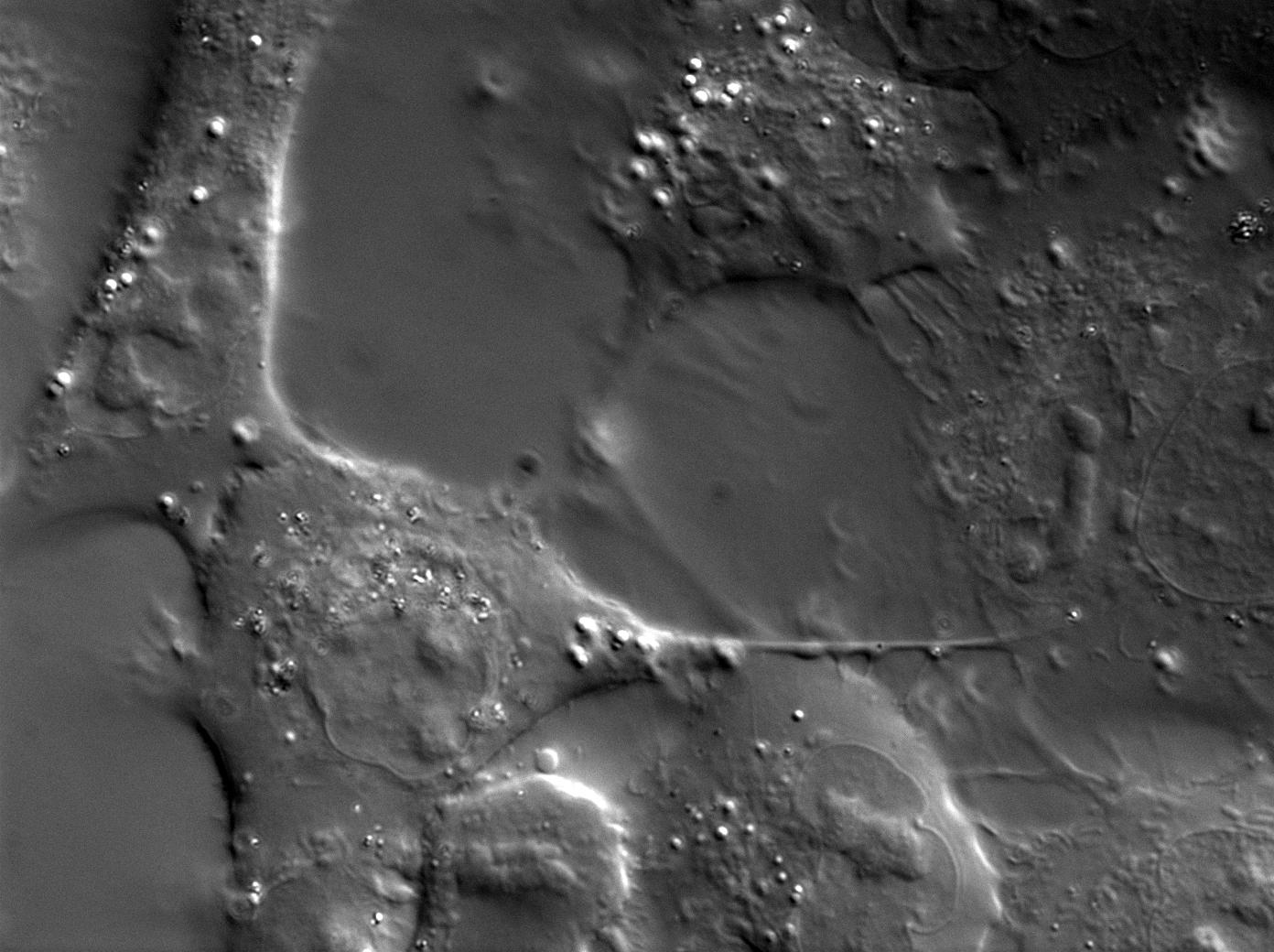
Microscòpia d'interferència per contrast diferencial de cèl·lules A549, als 3-4 dies de cultiu, mostrant abundants unions intercel·lulars, incloent citonemes, fil·lopodis i altres ponts epitelials. (Aquestes cèl·lules han endocitat nano-varetes d'or col·loïdal de 25x73cm)

Les cèl·lules A549 són cèl·lules epitelials basals alveolars humanes adenocarcinòmiques i constitueixen una línia cel·lular establerta el 1972 mitjançant l'eliminació i el cultiu de teixit pulmonar cancerós en el tumor explantat d'un home caucàsic de 58 anys.

## Característiques
Les cèl·lules A549, tal com es troben al teixit pulmonar en origen, són cèl·lules escamoses responsables de la difusió d'algunes substàncies com l'aigua i els electròlits a través dels alvèols. Si les cèl·lules A549 es cultiven in vitro, creixen en monocapa. Són capaces de sintetitzar lecitina i contenen alts nivells d'àcids grassos insaturats, importants per mantenir els fosfolípids de membrana. Les cèl·lules A549 s'utilitzen àmpliament com a model de cèl·lules epitelials pulmonars de tipus II per al metabolisme de fàrmacs i per estudis de transfecció. Quan es cultiven durant un temps prou llarg, poden començar a diferenciar-se, apreciant-se l'aparició de cossos multilamel·lars.

## Aplicacions
Les cèl·lules A549 han servit com a models d'epiteli pulmonar alveolar de tipus II, essent d'utilitat en recerca en el camp del metabolisme pulmonar i en l'administració pulmonar de fàrmacs.
En el context del desenvolupament de fàrmacs contra el càncer de pulmó, les cèl·lules han servit com a camp de prova per a nous fàrmacs, com ara paclitaxel, docetaxel i bevacizumab, tant in vitro com in vivo, mitjançant cultiu cel·lular i xenoempelt, respectivament.

El seguiment d'una sola cèl·lula d'A549 ha permès l'elaboració de perfils d'arbre genealògic i ha demostrat correlacions en el comportament entre cèl·lules germanes. Aquestes observacions de correlacions es poden utilitzar com a mesures indirectes per identificar l'estrès cel·lular i l'herència com a resposta al tractament amb fàrmacs.
Les A549 també s'han emprat en virologia a nivell de recerca per l'estudi dels canvis associats a l'expressió de proteïnes com a conseqüència de la infecció viral.
Tot i que les cèl·lules A549 són una línia cel·lular de càncer, també s'han estudiat per la seva resposta a la tuberculosi, concretament la producció de quimiocina induïda al llarg de la infecció bacteriana.